# USS Scorpion (SSN-589)
USS Scorpion (SSN-589) – amerykański okręt podwodny z napędem jądrowym SSN typu Skipjack. „Scorpion” był przedstawicielem typu, którego konstrukcja stanowiła podstawowy wzór dla projektów wszystkich następnych typów amerykańskich okrętów podwodnych. Rewolucyjny wówczas kroplowy kształt kadłuba opracowany w programie badawczym „Albacore”, łączył z nowatorskim układem jednej śruby napędowej umieszczonej za sterami rufowymi oraz z siłownią nuklearną. Zainaugurował również stosowanie w powojennych projektach amerykańskich jednokadłubowej konstrukcji oraz sterów głębokości umieszczonych na kiosku – w celu zmniejszenia szumów w strefie dziobowej, mieszczącej sonar. Podstawową słabością „Scorpiona” jako okrętu typu Skipjack, był duży poziom hałasu podczas rejsu w zanurzeniu, wywoływanego zwłaszcza przez stery na kiosku oraz pięciołopatową śrubę. Dzięki jednak wynikającej z kształtu doskonałej hydrodynamice kadłuba oraz napędowi nuklearnemu, „Scorpion” był w czasie swojej służby najszybszym pod wodą okrętem na świecie, o bardzo też wysokim stopniu manewrowości.
Okręt zatonął w niewyjaśnionych do dziś okolicznościach 740 km na południowy zachód od Azorów pomiędzy 21 maja a 5 czerwca 1968 roku.

## Służba operacyjna i katastrofa
Stępkę pod USS „Scorpion” (SSN-589) położono dwukrotnie. Po raz pierwszy miało to miejsce 1 listopada 1957 roku w stoczni Electric Boat, jednak dwa miesiące później – 31 grudnia, marynarka amerykańska zmieniła umowę na ten okręt, zlecając stoczni budowę z elementów tego okrętu pierwszej jednostki systemu rakietowego Polaris USS „George Washington” (SSBN-598), w związku z czym 20 sierpnia 1958 roku, ponownie położono stępkę pod okręt SSN-589, który pod nazwą „Scorpion” został zwodowany 29 grudnia 1959 roku.

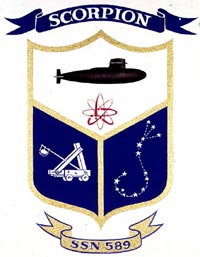
Herb „Scorpiona”

„Scorpion” został przyjęty do służby 29 lipca 1960 roku. Pod dowództwem komandora Normana Bassaca został też wówczas przydzielony do 6. Eskadry Okrętów Podwodnych 62. Dywizjonu  w New London. W sierpniu tego roku rozpoczął dwumiesięczne operacje na wodach europejskich, gdzie uczestniczył w manewrach VI Floty i flot pozostałych państw NATO. Po powrocie do Stanów Zjednoczonych, operując z New London, a następnie z bazy w Norfolk, okręt uczestniczył w procesie opracowywania taktyki prowadzenia działań podwodnych przez atomowe okręty tej klasy. Występując w obu rolach − okrętu „polującego” oraz okrętu przeciwko któremu prowadzone są działania ZOP, uczestniczył w ćwiczeniach wzdłuż całego wschodniego wybrzeża USA, w okolicach Bermudów oraz Portoryko. Wczesną wiosną, a następnie jesienią 1966 roku, „Scorpion” prowadził operacje specjalne, w związku z którymi jego dowódca został odznaczony Navy Commendation Medal, za „wybitne przywództwo, dalekowzroczność oraz umiejętności zawodowe”. Wyróżnienia „za wybitne osiągnięcia” otrzymali także inni oficerowie jednostki. 1 lutego 1967 roku rozpoczął się remont „Scorpiona” w Norfolk Naval Shipyard, po przejściu którego − 15 lutego 1968 roku − okręt rozpoczął patrol na Morzu Śródziemnym, gdzie do maja operował z VI Flotą, po czym udał się w drogę powrotną na zachód. 21 maja 1968 roku „Scorpion” wysłał do dowództwa w Norfolk radiogram z informacją o swojej pozycji około 50 mil na południe od Azorów. Sześć dni później okręt uznano za spóźniający się, w związku z czym podjęto akcję poszukiwawczą, 5 czerwca okręt i jego załogę uznano za „prawdopodobnie stracone”, zaś 30 czerwca okręt wykreślono z listy jednostek US Navy. Wrak jednostki został odnaleziony w październiku 1968 roku przez statek oceanograficzny floty USNS „Mizar” (T-AGOR-11) 400 mil (ok. 740 km) na południowy zachód od Azorów na głębokości 3600 metrów.

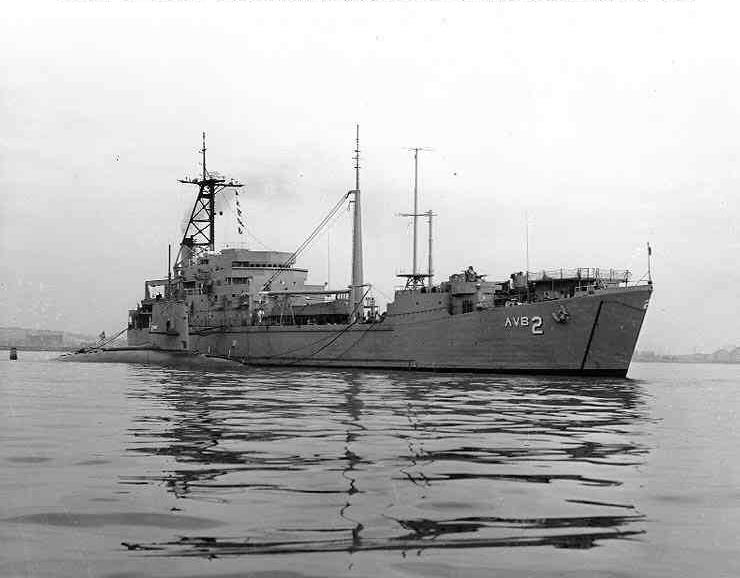
Prawdopodobnie ostatnie zdjęcie „Scorpiona”. Okręt przy burcie USS „Tallahatchie County” (AVB-2) w Neapolu, tuż przed wypłynięciem w ostatni rejs do Stanów Zjednoczonych w kwietniu 1968 roku

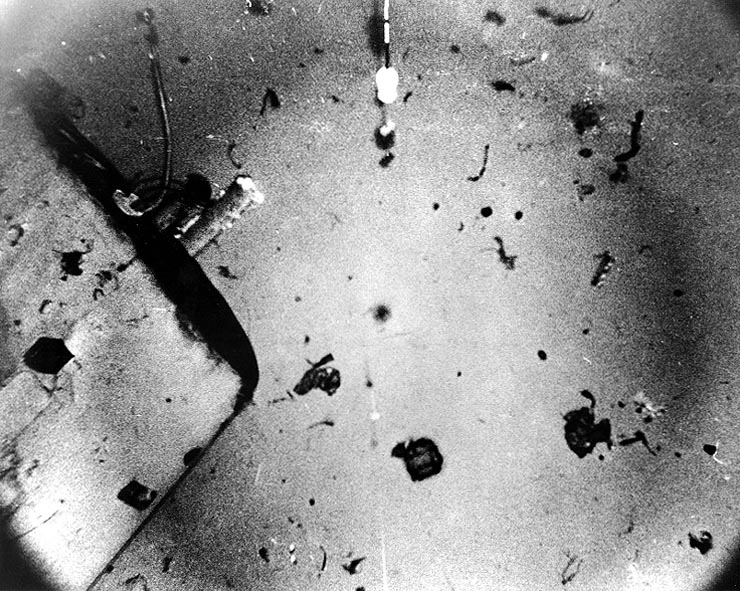
Kiosk USS „Scorpion” na dnie oceanu, wokół widoczne inne szczątki

W niewyjaśnionej do dziś katastrofie zginęło 12 oficerów i 87 pozostałych członków załogi. Bazując na wcześniejszych doświadczeniach z tego typu problemami oraz analizie dostępnych sygnałów akustycznych katastrofy, Marynarka doszła początkowo do wniosku, że najbardziej prawdopodobną przyczyną tragedii było wystrzelenie uzbrojonej torpedy, która uderzyła we własny okręt. Według odtajnionych w 1993 roku dokumentów teoria ta zakładała, iż torpeda z niewyjaśnionych przyczyn uzbroiła się wewnątrz okrętu, skutkiem czego załoga wystrzeliła ją − ta jednak zawróciła i zaatakowała okręt.
Po sześciu miesiącach poszukiwań okrętu, gdy odnaleziono jego wrak ok. 400 mil na południowy zachód od Azorów, badania wraku nie znalazły śladów zniszczeń poczynionych eksplozją torpedy. Także kolejne sześć miesięcy badań wraku za pomocą Trieste II nie potwierdziły teorii zniszczenia okrętu przez własną torpedę. Katastrofa ta wciąż wywołuje wiele spekulacji i wątpliwości, zwłaszcza wobec faktu, że część kadłuba okrętu nigdy nie została odnaleziona. W 1970 roku specjalny panel marynarki ukończył tajny raport sugerujący, iż przyczyną katastrofy mogła być mechaniczna awaria skutkująca niemożliwym do opanowania przeciekiem i zalaniem okrętu. Raport sugerował eksplozję baterii elektrycznej, która doprowadziła do zalania i zatonięcia okrętu. Wskazywał na znaczną liczbę zarejestrowanych sygnałów akustycznych charakterystycznych dla właśnie napełniającego się wodą okrętu podwodnego na bardzo dużej głębokości − 10 000 stóp (3048 metrów), gdzie na kadłub działało ciśnienie 4477 psi − dużo więcej niż mógł wytrzymać. Raport wskazywał także, iż w czasie poprzedzającym feralny patrol okręt miał kilka nieusuniętych problemów technicznych, nienależycie funkcjonujące systemy bezpieczeństwa oraz przed swoim ostatnim zadaniem przeszedł jedynie skrócony remont.

## Konstrukcja

### Kadłub
Bardzo istotnym założeniem konstrukcyjnym nowych okrętów była wysoka prędkość, stąd też wyeliminowano powszechnie dotąd występującą wystającą kopułę sonaru oraz do minimum ograniczono płaską powierzchnię pokładu. Wyrzutnie torpedowe umieszczono w dwóch poziomych − zamiast pionowych − rzędach z sonarem aktywnym AN/SQS-4 powyżej oraz pasywnym AN/BQR-2B poniżej nich. „Scorpion” był okrętem większym o połowę niż nieco wcześniejsze jednostki typu Barbel pod względem wyporności nawodnej. Wymagania napędu nuklearnego spowodowały, iż był znacznie dłuższy, posiadał też większą średnicę. Podczas gdy typ Barbel miał płaski pokład, Skipjack otrzymał kadłub o rewolucyjnym wówczas zaokrąglonym w przekroju poprzecznym kształcie. Z dziobu na kiosk przeniesione zostały stery głębokości jednostki. Kadłub „Scorpiona” o stosunku długości do szerokości wynoszącym 8:1 mieścił cztery poziomy pokładów, zaś jego kształt oraz sprawność śruby zapewniały bardzo dobrą szybkość tych okrętów, która przewyższyła oczekiwania. Do budowy kadłuba użyta została rozwijana od późnych lat czterdziestych XX wieku stal HY-80. Koszt kadłuba wyniósł około 40 milionów ówczesnych dolarów.
Podobnie jak w napędzanych konwencjonalną siłownią jednostkach typu Barbel, testowa głębokość zanurzenia „Scorpiona” wynosiła 700 stóp (215 metrów) z szacowanym współczynnikiem marginesu bezpieczeństwa wynoszącym 1,5 czyli 1050 stóp (320 m).

### System napędowy
Okręty typu Skipjack napędzane były siłownią z jednym wodno-ciśnieniowym reaktorem S5W o mocy cieplnej 78 MWt przy użyciu uranu 235U. Siłownię uzupełniały podwójne generatory pary, turbiny parowe oraz turbogeneratory elektryczne. Wirniki turbin napędowych w obudowach zostały przymocowane sztywno, turbiny zaś zostały przymocowane na stałe do kondensatorów pary, które z kolei zostały na stałe przymocowane do kadłuba.
Układ napędowy uzupełniał pojedynczy wał napędowy z jedynie jedną śrubą. W celu zapewnienia amerykańskim okrętom możliwości powrotu z patrolu po jej ewentualnym uszkodzeniu, „Scorpion” został wyposażony w zapasowy napęd elektryczny z opuszczaną śrubą awaryjną. Pewnym novum było zastosowanie także dodatkowego wysuwanego silnika o mocy 325 KM, którego zadaniem była pomoc przy manewrowaniu. Silnik ten mógł się odwracać w zakresie 360°, co znacznie ułatwiało manewrowanie okrętowi wyposażonemu w tylko jedną śrubę napędową. W ten sposób typ Skipjack otrzymał kształt kropli i jeden wał napędzający pięciołopatową śrubę o średnicy 4,57 m, z konwencjonalnym jednak krzyżowym usterzeniem (zamontowanym jednakże przed śrubą). Przyjęta konfiguracja okrętów okazała się sukcesem z punktu widzenia osiągnięcia założeń − system napędowy z oryginalną pięciołopatową śrubą zapewniał im możliwość pływania w zanurzeniu z prędkością 33 węzłów, o 15 węzłów większą niż szybkość poprzedników − okrętów typu Skate. „Scorpion” był jednak głośny, co było efektem kilku czynników, w tym zwłaszcza braku doświadczenia w konstruowaniu okrętów podwodnych z tym rodzajem napędu oraz szybkością podwodną jako pierwszoplanową cechą, której wymagano od okrętów typu Skipjack.

### Uzbrojenie i sensory

Okrętowe centrum zarządzania i sterowania USS „Scorpion”:
1. Panel kontroli okrętu, 2. Panel sterowania i kontroli balastem, 3. Centrum ESM, 4. Stanowisko peryskopów, 5. Stół nawigacyjny, 6. Panel systemu kontroli ognia, 7. Właz do mostka.
A − Operator balastu (Chief of the Watch), B − Oficer zanurzenia, C − Operator sterów rufowych, D − Operator sterów na kiosku, E − Dowódca zmiany, dowodzący okrętem, F − Nawigator

„Scorpion” otrzymał sześć hydraulicznych wyrzutni torpedowych Mark 59 kalibru 533 mm na dziobie okrętu oraz możliwość zabierania 18 torped zapasowych, co łącznie dawało możliwość przenoszenia 24 torped. Zastosowanie do napędu okrętu jednej śruby wykluczyło natomiast instalację rufowych wyrzutni torpedowych. W latach służby operacyjnej przenoszone przez te jednostki typy torped ulegały zmianie. Początkowo na ich wyposażeniu znajdowały się torpedy Mk 14 i Mk 16 oraz dwie torpedy Mk 45 Astor z głowicą jądrową o mocy 11 kT, wszystkie jednak zostały w późniejszym okresie zastąpione przez Mk 48 z konwencjonalną głowicą, w której materiał wybuchowy stanowił 292,5 kg PBXN-103 (ekwiwalent 544 kg TNT).
Układ kontroli ognia stanowił system Mark 101 (Mk 101). Mk 101 dysponował układem dwóch analizatorów, używających pasywnego sposobu ustalania pozycji, z których każdy mógł przyjąć trzy zestawy danych. Mk 101 zdolny był do oszacowania, w jakim stopniu cel będzie podążał po trasie zakrzywionej. Dane z Mk 101 mogły być automatycznie przekazane do sekcji balistycznej układu, który wcelowywał torpedy, nakierowując je na cel przez odpowiednie ustawienie ich żyroskopów oraz zmianę tych ustawień w miarę ruchu celu lub postępującego zwiększania dokładności obliczeń. Zastosowany sonar pasywny typu BQR-2B, był wersją rozwojową sonaru BQR-2, stanowiącego amerykańską wersję sonaru GHG (zastosowanego na niemieckich okrętach typu XXI). BQR-2 miał 48 pionowych czujników o długości 91,5 cm każdy, w około dwumetrowym okręgu pod kopułą o wysokości ok. 1,5 metra. Antena pracowała w zakresie częstotliwości 150 Hz do 15 kHz. O ile Niemcy używali GHG w sposób podobny do światła latarni morskiej przechodzącego od jednej strony do drugiej i z powrotem, o tyle w BQR-2 Amerykanie użyli komutatora o częstotliwości 5 do 9 kHz, przeszukującego obszar w sposób dookólny z prędkością 4 RPM. W unowocześnionej wersji sonaru: BQR-2B, dodano drugi komutator pracujący w zakresie częstotliwości 700 Hz do 1,4 kHz, zasilający danymi system zapisu namiarów bieżących (Bearing-time Recorder − BTR). Układ ten zapisywał na przesuwającej się taśmie papieru każdy odebrany sygnał, co pozwalało na prosty zapis ruchu celu, co było przydatne m.in. dla przewidywania jego przyszłej pozycji. „Scorpion” wyposażony został w komplet sonarowy składający się z jednej z odmian pasywnego sonaru BQR-2 oraz sonaru aktywnego SQS-4. Zestaw sensorów okrętu uzupełniał pracujący w paśmie X radar nawigacyjny oraz poszukiwania obiektów na powierzchni morza AN/BPS-12 o mocy 75 kW i zasięgu około 73 km.